# Castelo Dalzell

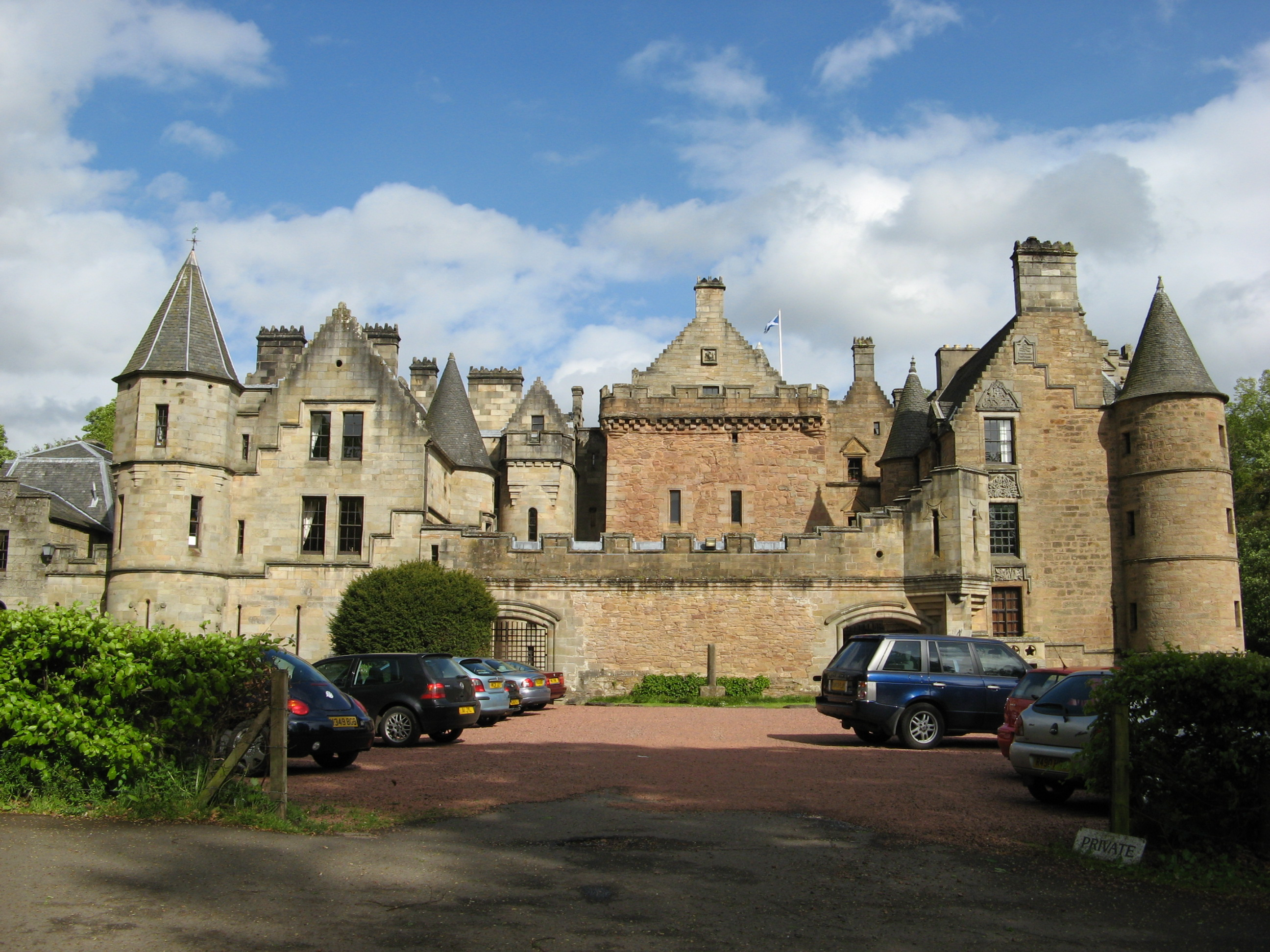
Castelo Dalzell, Escócia.

O Castelo Dalzell (em língua inglesa Dalzell Castle) é um castelo localizado em Motherwell, North Lanarkshire, Escócia.
Encontra-se classificado na categoria "A" do "listed building" desde 28 de janeiro de 1971.